# Адријанци
Адријанци (словен. Adrijanci) је насељено место у саставу општине Горњи Петровци, која припада покрајини Прекомурје у Помурској регији у Републици Словенији.

## Географија
Насеље се налази на североистоку Словеније 7 км од мађарске границе на надморској висини од 257,4 м, а простире се на површини од 5,31 км. адријанци имају само једну истоимену улицу.
Поред насеља протиче Адријански поток.

## Историја
До територијалне реорганизације у Словенији насеље се налазило у саставу старе општине Мурска Собота.

## Становништво
Приликом пописа становништва 2011. године Андријанци су имали 164 становника.
| Број становника по пописима | Број становника по пописима | Број становника по пописима |
| --------------------------- | --------------------------- | --------------------------- |
| 1991                        | 2002                        | 2011                        |
| 214                         | 164                         | 164                         |

## Културна баштина
У насељу Адријанци налазе се 3 регистрована непокретна културна добра Републике Словеније. Прво је стамбена зграда на адреси Адријанци бр.2 затим зграда месне школе коју је 1912. одигао инсустријалац Геза Хаертнер, са великом учиницом, станом за наставника и помоћном зградом и